# ثخن تصلب العظم
ثخن تصلب العظم (بالإنجليزية: Pachyosteosclerosis)‏ هو حالة تصلب التي يرافقها ثخن في العظم. مما يجعل العظم أثقل لكنه هش. تحدث هذه الحالة في الحيوانات المائية الفقارية، خاصة التي تعيش في المياه الضحلة.

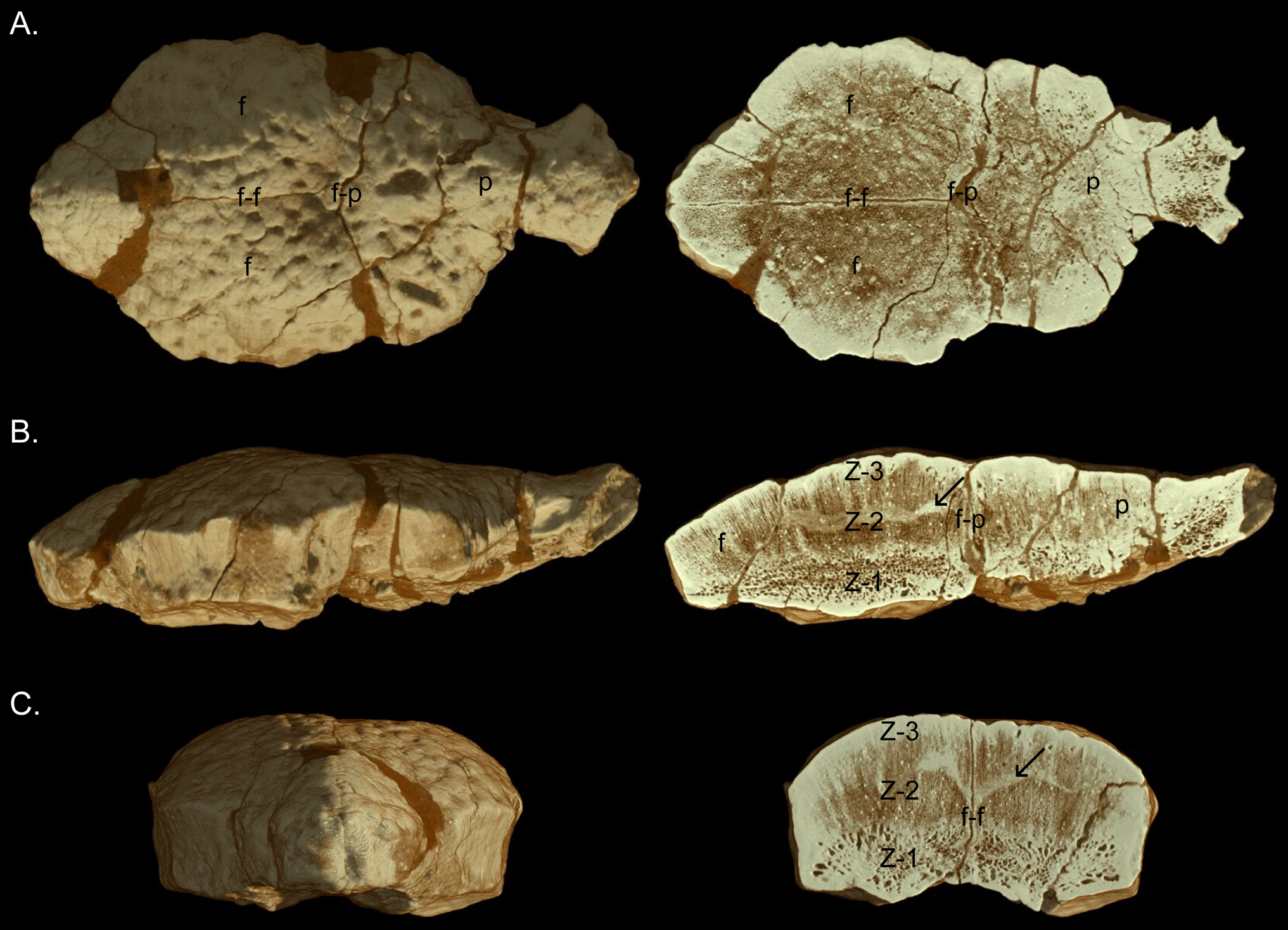

من الأمثلة على الحيوانات التي يحدث فيها ثخن تصلب العظم: الخيلانيات (الأطوم وخروف البحر) ومن الحيوانات المنقرضة البلصور والميزوصور والكسلان المائي المنقرض.